# دنیل براون
دنیل براون MBE (متولد ۱۰ آوریل ۱۹۸۸) یک ورزشکار تیر و کمان بریتانیایی و نویسنده کودکان است. او در بازی‌های پارالمپیک شرکت کرده و در پکن و لندن مدال طلا کسب کرده است. او همچنین در بازی‌های کشورهای مشترک المنافع نیز مدال کسب کرده است.
او در استیتون، یورکشایر غربی به دنیا آمد.

## دوران حرفه‌ای
اولین مسابقه بین‌المللی براون، مسابقات تیراندازی با کمان اروپا (برای ورزشکاران دارای معلولیت) در نیمبورک در سال ۲۰۰۶ بود. او به نیمه نهایی مسابقات کامپوند باو اوپن کلاس رسید و در مقابل گلبین سو از ترکیه شکست خورد. او مسابقه مدال برنز را به ملانی کلارک، هم‌تیمی بریتانیایی خود باخت.
او سپس در مسابقات جهانی تیراندازی با کمان IPC در چئونگجو در سال ۲۰۰۷ شرکت کرد. او که در مسابقات کلاس آزاد کامپوند باو شرکت کرد، با امتیاز ۱۱۴ مدال طلا گرفت (گلبین سو را ۱۱۶–۱۰۷ در نیمه نهایی شکست داد و وانگ لی از چین را با نتیجه ۱۱۴–۱۰۸ در فینال شکست داد). او همچنین عضوی از تیم زنان بریتانیا بود که در مسابقات تیمی در کلاس باز کمپوند باو طلا گرفت و ژاپن را با نتیجه ۲۲۱–۱۹۹ در فینال شکست داد.
در سال ۲۰۰۸، براون در مسابقه تیراندازی با کمان در استوک ماندویل مدال نقره گرفت (در فینال از گلبین سو شکست خورد)، سپس در بازی‌های پارالمپیک در پکن شرکت کرد و در کامپوند انفرادی زنان طلا گرفت و وانگ را در یک چهارم شکست داد. وی در نیمه‌نهایی کلارک و در فینال چیکو کامیا از ژاپن را با نتیجه (۱۱۲–۹۸) شکست داد. در سال ۲۰۰۹، او دومین مدال طلای انفرادی متوالی و یک طلای تیمی را در مسابقات جهانی تیراندازی با کمان IPC به دست آورد. سپس در سال ۲۰۱۰ سه مدال طلای انفرادی متوالی را در جام آریزونا، در مسابقات جهانی تیراندازی با کمان معلولان استوک ماندویل، و در مسابقات قهرمانی پارا تیراندازی با کمان اروپا کسب کرد.
او نماینده انگلیس در تیراندازی با کمان در بازی‌های مشترک المنافع ۲۰۱۰ در دهلی بود، و پس از یک تیراندازی انتخابی دو روزه در کاونتری در ژوئن، و در حالی که پس از نیکی هانت، زن شماره یک جهان دوم شد به رقابت‌ها صعود کرد. او مدال طلا را در مسابقات کامپوند تیمی زنان به دست آورد و کانادا را با نتیجه ۲۳۲–۲۲۹ در کنار هم تیمی‌های خود نیکی هانت و نیکولا سیمپسون شکست داد.
در سال ۲۰۱۱، او یک مدال طلای انفرادی را در مسابقات جهانی IPC در تورین به دست آورد و به دنبال آن دو مدال نقره در مسابقات تیمی زنان و مسابقات ترکیبی تیمی کسب کرد.
در سال ۲۰۱۲، او دومین مدال طلای متوالی خود در بازی‌های پارالمپیک را با شکست هم تیمی بریتانیایی خود، مل کلارک در فینال در پادگان توپخانه سلطنتی لندن به دست آورد. در آن سال او همچنین قهرمان جام جهانی داخل سالن در نیمز شد و در فینال جام جهانی توکیو مدال نقره گرفت.
براون در مراسم سال نوی ۲۰۱۳ به دلیل خدمات در تیراندازی با کمان نشان امپراتوری بریتانیا (MBE) را کسب کرد.
در ۱ سپتامبر ۲۰۱۳ براون با پیروزی در فینال سری ملی آرچری GB در ناتینگهام عنوان قهرمانی بریتانیا را به دست آورد. او در فینال کامپوند ۱۴۲–۱۴۱ لوسی اوسالیوان را شکست داد.
در نوامبر ۲۰۱۳، فدراسیون جهانی تیراندازی با کمان اعلام کرد که براون در آینده نمی‌تواند در مسابقات پارا تیراندازی با کمان (مانند المپیک ۲۰۱۶) شرکت کند زیرا معلولیت او تأثیر مستقیم و مهمی بر عملکرد تیراندازی با کمان ندارد. او به این حکم اعتراض کرد، اما در نهایت، ئحکم به نفع تیراندازی با کمان جهانی تأیید شد. از ۱ آوریل ۲۰۱۴، او قادر به رقابت در تیراندازی با کمان نیست.
براون در مسابقات قهرمانی جهان ۲۰۱۵ در کپنهاگ شرکت کرد. در سال ۲۰۱۷ او در چالش دانشگاه کریسمس در تیمی به نمایندگی از دانشگاه لستر حاضر شد.

## زندگی شخصی
براون سندرم درد ناحیه ای پیچیده (CRPS) در پاهایش دارد و نشسته بر روی چارپایه رقابت می‌کند. او در زمان پارالمپیک ۲۰۰۸ دانشجوی حقوق در دانشگاه لستر. او در روز جمعه ۲۵ ژانویه ۲۰۱۳ مدرک افتخاری دکترای حقوق را از دانشگاه لستر دریافت کرد در ۱۹ سپتامبر ۲۰۱۳ دانشگاه لستر مرکز ورزشی دنیل براون را به نام او نامگذاری کرد. در ۲۲ سپتامبر ۲۰۱۳ به براون کلید شهر کریون و در ۱ ژوئیه ۲۰۱۴ کلید شهر لندن داده شد. در سال ۲۰۱۹، براون به تالار مشاهیر دانشگاه و کالج ورزش بریتانیا معرفی شد. در ۲۶ مه ۲۰۲۲، براون جایزه بهترین کتاب ورزشی کودکان ساندی تایمز را برای کتابش مانند یک دختر بدو دریافت کرد.

## کتابشناسی
- Collins GCSE Revision Study Skills (2015)[۲۰]
- بهترین مهارت‌های خود زندگی برای بچه‌های غیرقابل توقف (2019)[۲۱]
- مثل یک دختر بدو - ۵۰ ورزشکار فوق‌العاده و الهام بخش (2021)[۲۲]
- صد دلیل برای امید (۲۰۲۱)، به نمایندگی از کاپیتان تام مور.[۲۳]
- قانون دختران - ۵۰ زن که دنیا را تغییر دادند (2023)[۲۴]